# Sylvia Buschhüter
Sylvia Buschhüter (* 3. Dezember 1962) ist eine deutsche Poolbillardspielerin.

## Karriere
1983 erreichte sie ihre erste Medaille bei der Poolbillard-Europameisterschaft, als sie die Bronzemedaille in der Disziplin 14 und 1 endlos gewann. Nur ein Jahr später wurde sie in London erstmals Europameisterin – diesmal in der Disziplin 8-Ball. 1986 und 1987 errang sie dann jeweils eine Bronzemedaille – 1986 im 9-Ball und das Jahr darauf im 14 und 1 endlos. In den Jahren 1988 und 1989 schaffte sie es wieder bis ins Finale der EM im 14 und 1 endlos, unterlag jedoch im Endspiel jeweils Louise Furberg aus Schweden.
1991 holte sie in Italien ihren zweiten EM-Titel; erneut in der Disziplin 8-Ball. Ein Jahr später kam eine weitere Bronzemedaille hinzu (im 8-Ball), bevor sie 1997 im norwegischen Stavanger den EM-Titel im 9-Ball gewann. 
2008 konnte sie, inzwischen in der Altersklasse Ladies spielend, zwei weitere EM-Titel holen (8-Ball und 9-Ball).
Neben ihren insgesamt fünf Europameistertiteln hat die – inzwischen vom BSC Ingolstadt zum BC Miesbach gewechselte – Sylvia Buschhüter in ihrer Karriere auch einige deutsche Meistertitel gewinnen können und hat auch seit dem Wechsel in die Altersklasse Ladies 2007 bereits mehrere Titel gewonnen.